# Kepler-1625
Kepler-1625 — звезда 14-й звёздной величины в созвездии Лебедя. Находится на расстоянии около 4000 световых лет от Солнца.
В 2016 году у Kepler-1625 была открыта одна планета Kepler-1625 b. В 2017 году было заявлено о том, что, возможно, обнаружена экзолуна, вращающаяся вокруг Kepler-1625 b.

## Kepler-1625 b
Kepler-1625 b была открыта транзитным методом. Она имеет радиус 0,5 радиуса Юпитера, и период обращения составляет 287,3 дня. Если окажется, что вокруг неё обращается открытая экзолуна, то масса планеты составит около 10 масс Юпитера.

## Потенциальная экзолуна
Согласно наблюдаемым данным, известно три планетарных транзита, что говорит о существовании у планеты Kepler-1625 b спутника Kepler-1625 b I, сравнимого по размерам с Нептуном (~ 4 радиуса Земли), который вращается на расстоянии приблизительно 20 радиусов Kepler-1625 b. Для обнаружения экзолуны исследователи и авторы публикации обработали данные о 283 других экзопланетах, открытых «Кеплером». Следующий транзит ожидался 29 октября 2017 года и на то время было запланировано его наблюдение космическим телескопом Хаббл. После обработки данных этого наблюдения в октябре 2018 года было заявлено, что они «уверенно связываются» с присутствием экзолуны, размеры которой в десятки раз превышают всю нашу планету и сравнимы с величиной Нептуна. Выявленные указания на то, что орбита экзолуны не лежит в орбитальной плоскости планеты, свидетельствуют о том, что спутник не сформировался вокруг экзопланеты, а имел место захват. Параметры орбиты экзолуны пока определены ненадёжно.